# Нёгро
Нёгро (бел. Нёгра) — озеро в Городокском районе Витебской области Белоруссии. Относится к бассейну реки Овсянка, протекающей через озеро.

## Описание
Озеро Нёгро расположено в 25 км к северо-востоку от города Городок, в 1 км к западу от деревни Берёзно.
Площадь зеркала составляет 0,3 км². Длина озера — 0,87 км, наибольшая ширина — 0,49 км. Длина береговой линии — 2,66 м. Наибольшая глубина — 2,5 м, средняя — 1,4 м. Объём воды в озере — 0,41 млн м³. Площадь водосбора — 45,1 км².
Котловина остаточного типа, лопастной формы, вытянутая с юго-запада на северо-восток. Склоны котловины преимущественно невыраженные (лишь на юго-востоке и северо-западе высотой до 5—7 м), пологие, песчаные, поросшие лесом и кустарником. Береговая линия относительно ровная. Берега сплавинные, на юго-востоке низкие (0,1—0,2 м), песчаные, поросшие кустарником. Водоём окружён заболоченной лесистой поймой шириной до 300 м.
Дно плоское, выстеленное тонкодетритовым сапропелем мощностью до 4 м.
Вода обладает минерализацией 120 мг/л и достаточной прозрачностью, чтобы просматривалось дно. Водоём подвержен эвтрофикации.
Выше и ниже по течению Овсянки, протекающей через озеро, находятся озёра Долгое и Вышедское.
По берегам произрастают хвощ, тростник, камыш, образующие полосу шириной до 40 м. Подводная растительность распространяется по всей площади водоёма.
В озере водятся карась, линь, щука, окунь, язь, плотва, густера, краснопёрка. Производится промысловый лов рыбы и организовано платное любительское рыболовство.